# Trebuser See
Der Trebuser See ist ein kleiner See in Trebus bei Fürstenwalde/Spree im Landkreis Oder-Spree in Brandenburg. Er ist ungefähr 1,5 km lang und durchschnittlich 4–7 Meter tief. Der Name, erstmals 1285 als lacu Trybuss nachgewiesen, geht wie viele ähnliche Ortsnamen aus dieser Region auf das altslawische Wort Trebiti (Roden) zurück.
Das Angel- und Badegewässer verfügt über einen guten Fischbestand. Dazu zählen: Aal, Brasse, Karpfen, Hecht, Zander, Aland, Barsch, Schleien, Giebel sowie diverse Weißfische. Das Angeln in diesem DAV-Gewässer ist kostenpflichtig; man kann Tages-, Wochen-, Monats- oder Jahreskarten in Angelläden kaufen. Der Trebuser See ist mit ca. 50 Angelstegen bestückt. Schon im 18. Jahrhundert war er Ziel von Angelausflügen des Fürstenwalder Magistrats.
Der See ist auch reich an Schilf und anderen Wasserpflanzen.
Der Gewässergrund ist mit ca. 75 % eher schlammig. Der Rest ist Sand am Strand oder in Stegnähe.
Der Badestrand des Trebuser Sees ist ungefähr 20 Meter breit.